# Beberbeķi
Beberbeķi est un voisinage de la banlieue de Zemgale à Riga en Lettonie.

## Géographie
Le quartier de Beberbeķi est situé au sud-ouest de Riga. 
Beberbeķi borde les quartiers d'Imanta, Zolitūde et  Mūkupurvs d'Imanta, ainsi que les municipalités Babīte et Mārupe du comté de Mārupe, qui voisinent le quartier Beberbeķi au nord-ouest et au sud-ouest.
Les limites du quartier Beberbeķi sont la frontière de la ville, les rues Čuguna iela, Gaviezes iela, Kārļa Ulmaņa gatve et Krotes iela.
La superficie totale du quartier Beberbeķi est de 1,204 km2 et se classe donc parmi les plus petits quartiers de Riga. 
La longueur du périmètre du quartier est de 6 859 mètres.
Beberbeki est séparé du reste de la ville par la forêt marécageuse de Mūkupurvs et par l’aéroport international de Riga.

## Transports
- Bus: 	 32, 43
- Trolleybus: